# Universul Ciuciuleni
Universul Ciuciuleni (rum. Fotbal Club Universul Ciuciuleni) – mołdawski klub piłkarski z siedzibą w Ciuciuleni.

## Historia
Drużyna piłkarska Universul Ciuciuleni została założona w miejscowości Ciuciuleni w XX wieku. W sezonie 1992 debiutował w Divizia A, w której zajął czwarte miejsce i zdobył awans do pierwszej ligi. Latem 1992 debiutował w Wyższej Lidze Mołdawii, ale zajął ostatnie 16. miejsce i spadł z powrotem do Divizia A. Jednak przed startem nowego sezonu klub wycofał się z rozgrywek i został rozwiązany.

## Sukcesy
- 16 miejsce w Divizia Națională: 1992/93
- 4 miejsce w Divizia A: 1992